# Joseph Isnard
Pour les articles homonymes, voir Isnard.
Joseph Isnard, neveu du célèbre facteur d'orgues Jean-Esprit Isnard et organier lui-même, est né à Bédarrides dans le Vaucluse le 5 avril 1740 et mort à Bordeaux en Gironde le 9 avril 1828.

## Sa vie, son œuvre
Il apprend d'abord les rudiments du métier auprès de son oncle, puis, en 1761, se rend chez son frère aîné Jean-Baptiste, lui-même facteur d'orgues, à Blois. De là, il part se perfectionner à Paris auprès du fameux François-Henri Clicquot avec lequel il collabore, en 1767 à la construction de l'orgue de Saint-Médard, puis il entre comme compagnon chez le beau-frère de celui-ci, Adrien L'Épine (frère du célèbre Jean-François l'Épine), avec lequel il restaure et agrandit, en 1768, l'orgue de Nogent-sur-Seine. À cette époque, il est aussi compagnon de Pierre Dallery.
Vers 1770, il retourne dans son sud-est natal où il collabore à de nombreux chantiers avec son oncle Jean-Esprit jusqu'à la mort de ce dernier en 1781, notamment au chef-d'œuvre de la Basilique Sainte-Marie-Madeleine de Saint-Maximin-la-Sainte-Baume. Durant ces dix années, il est difficile de démêler ce qui revient à l'un ou à l'autre, d'autant que c'est Joseph qui, pour des raisons pratiques, signe bien souvent les marchés à la place de son oncle ; en effet, l'état de frère convers de celui-ci l'oblige à reverser ses bénéfices à son couvent, lésant ainsi son neveu.
Il reste cependant certain que l'esprit d'innovation, l'ingéniosité et la grande qualité des travaux jointe à une stricte économie des moyens mis en œuvre sont la marque de Jean-Esprit. D'ailleurs, quelques travaux en solo de Joseph n'ont pas été exempts de critiques, ainsi au couvent des Pères Minimes de Marseille, en 1777, orgue dont le buffet est aujourd'hui visible à Bonnieux.
Un des derniers chantiers en commun est, de 1778 à 1779, la restauration et le complément de l'orgue de la cathédrale Sainte-Cécile d'Albi auquel ils ajoutent un clavier de bombarde et une clarinette en chamade, exceptionnelle, pour l'époque. Là se situe un épisode peu glorieux de la vie de Joseph : une brouille sévère avec son compagnon sur ce chantier, son « garçon » comme on disait alors, Honoré Grinda qui, avec son frère Antoine, perpétuera, de Nice à Perpignan, la tradition Isnard notamment pour les buffets avec les caractéristiques corniches de tourelles relevées en « casquette ».

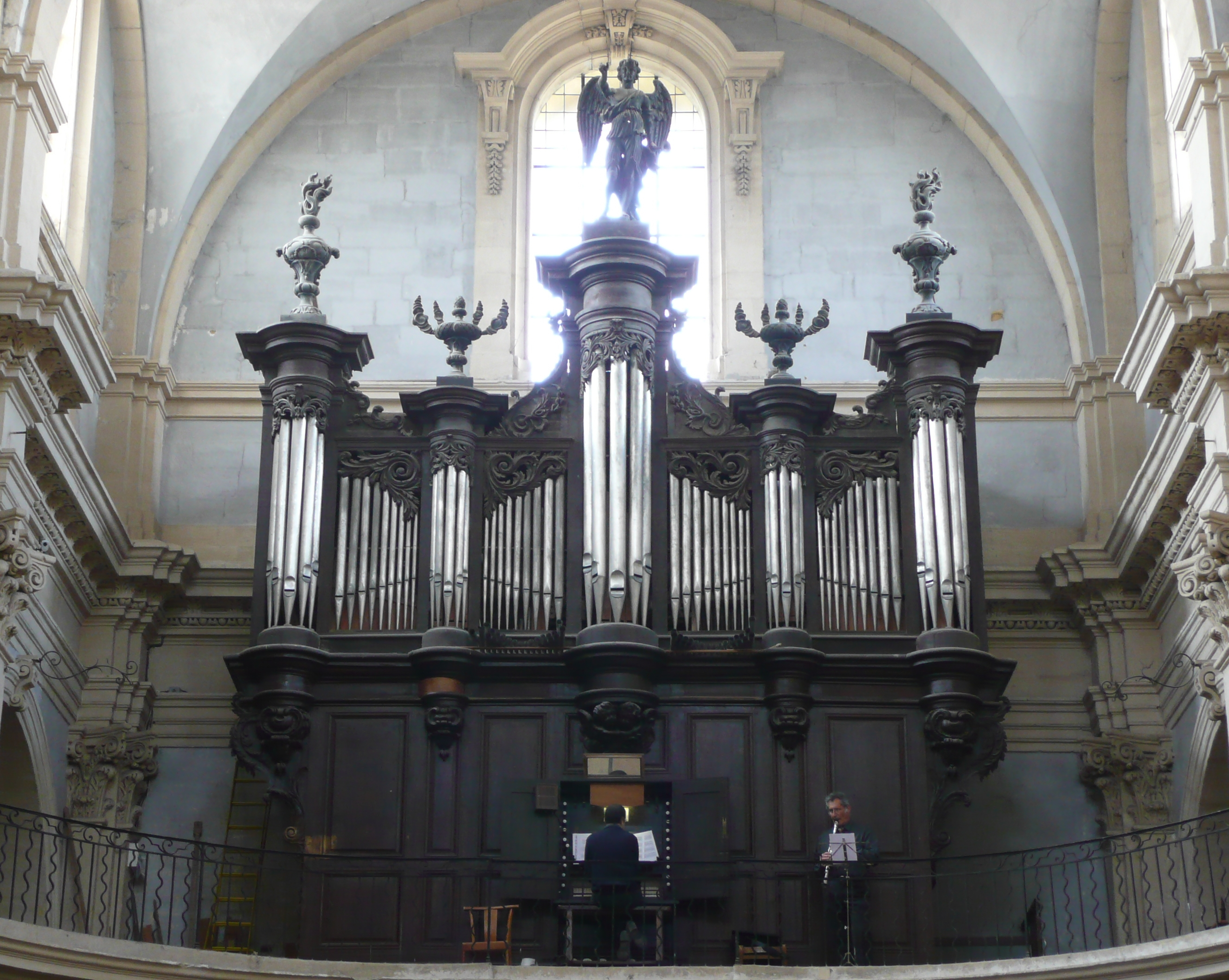
Lambesc, Notre-Dame de l'Assomption

Après la mort de son oncle, il continue seul et œuvre notamment à :
- Malaucène (Vaucluse), Saint-Pierre et Saint-Michel où il restaure en 1784 l'orgue de Charles Boisselin ;
- Béziers où il reprend entièrement, en 1785, les travaux de reconstruction de Monturus refusés à la réception par Jean-François Lépine, instrument  Classé MH[2] ;
- Lambesc (Bouches-du-Rhône) où il entreprend, de 1788 à 1790, son chef-d'œuvre personnel,  Classé MH[3] en totalité, malheureusement écourté et réduit par la Révolution, qui finit par l'obliger à quitter son Sud-Est vers 1800 pour terminer sa carrière et ses jours à
- Bordeaux où il ne réalise, associé avec un ancien disciple de Dom Bédos de Celles, Simon Bayssac-Labruyère, que des travaux de maintenance ainsi que des déplacements et aménagements d'orgues existants commandités par le « clergé révolutionnaire », notamment les transferts à la cathédrale Saint-André, d'abord de l'orgue Jean-Baptiste Micot de l'église Saint-Pierre de La Réole en 1803 et 1804, puis du Dom Bédos de l'abbatiale Sainte-Croix entre 1810 et 1816 ; en 1806, ils effectuent le relevage du Micot de la basilique Saint-Michel de Bordeaux et en 1821 celui de la cathédrale Saint- Fulcran à Lodève.

## Source
Jean-Robert Caïn, Robert Martin, Jean-Michel Sanchez, Les Isnard : une révolution dans la facture d'orgues, Edisud 1991  (ISBN 978-2-85744-337-7)